# Manneken Pis van Brussel

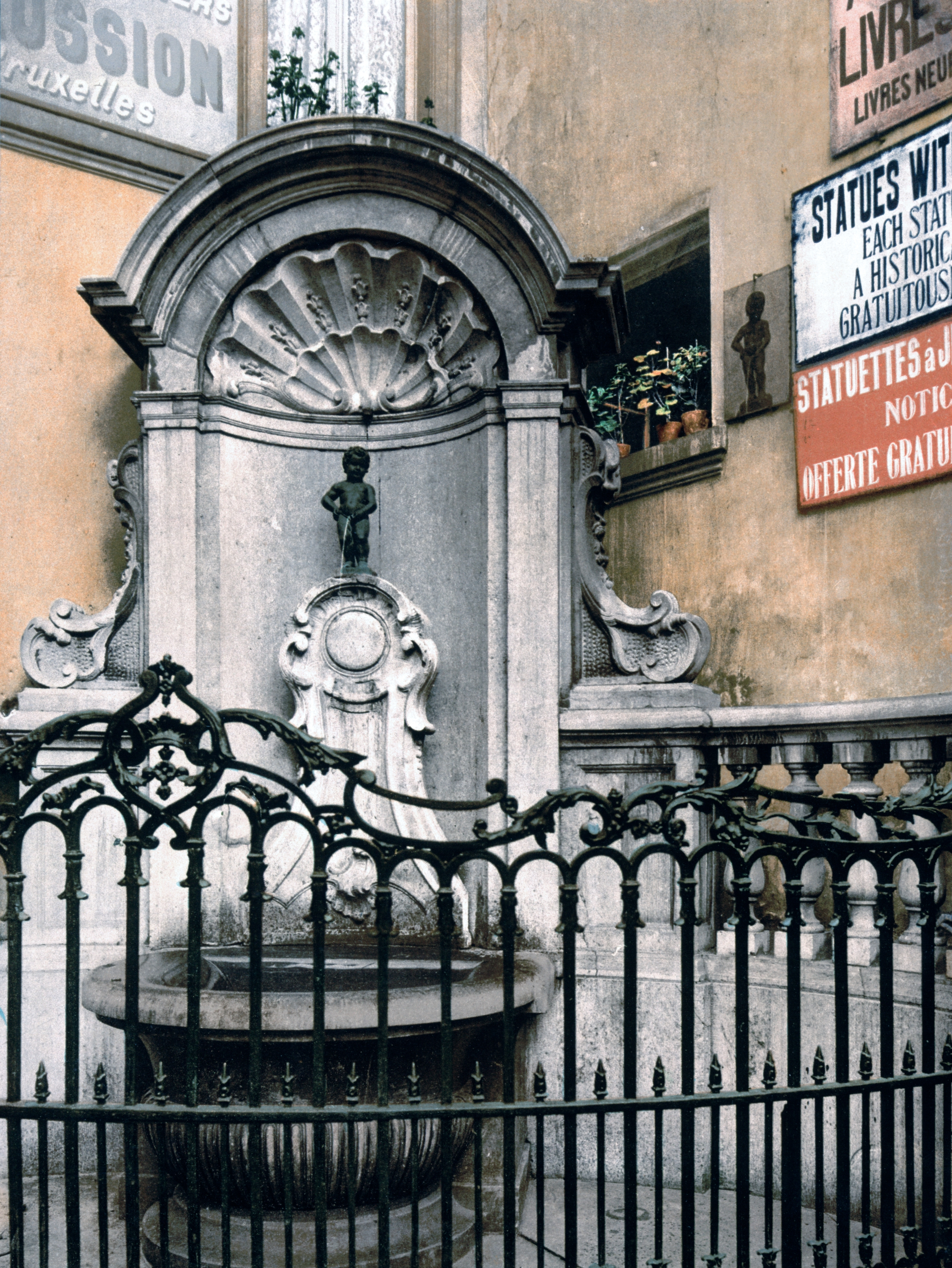
Manneken Pis in 1900

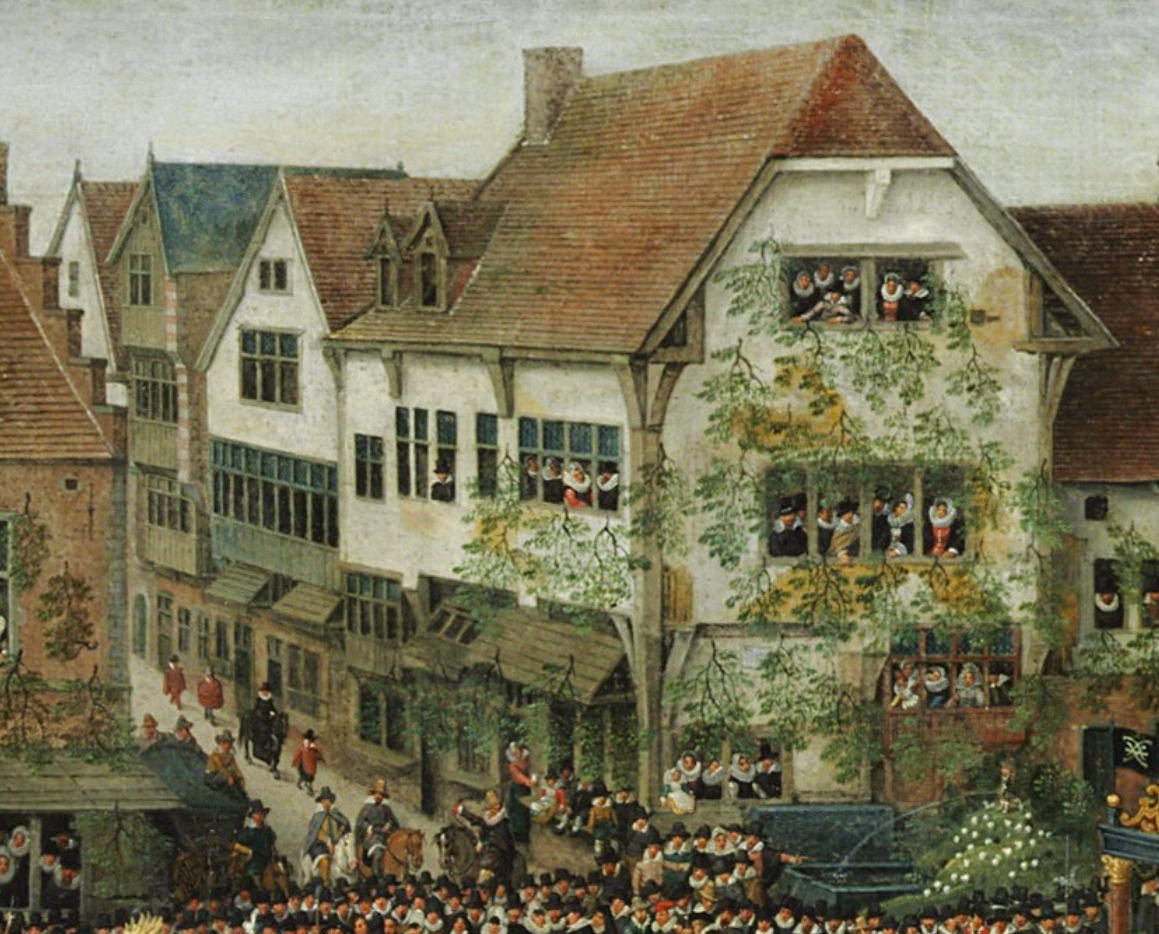
Detail uit De Ommegang van 1615 in Brussel: Manneken Pis (rechtsonder) is meegetroond naar de Grote Zavel en is voor de gelegenheid aangekleed (Denijs van Alsloot, 1616).

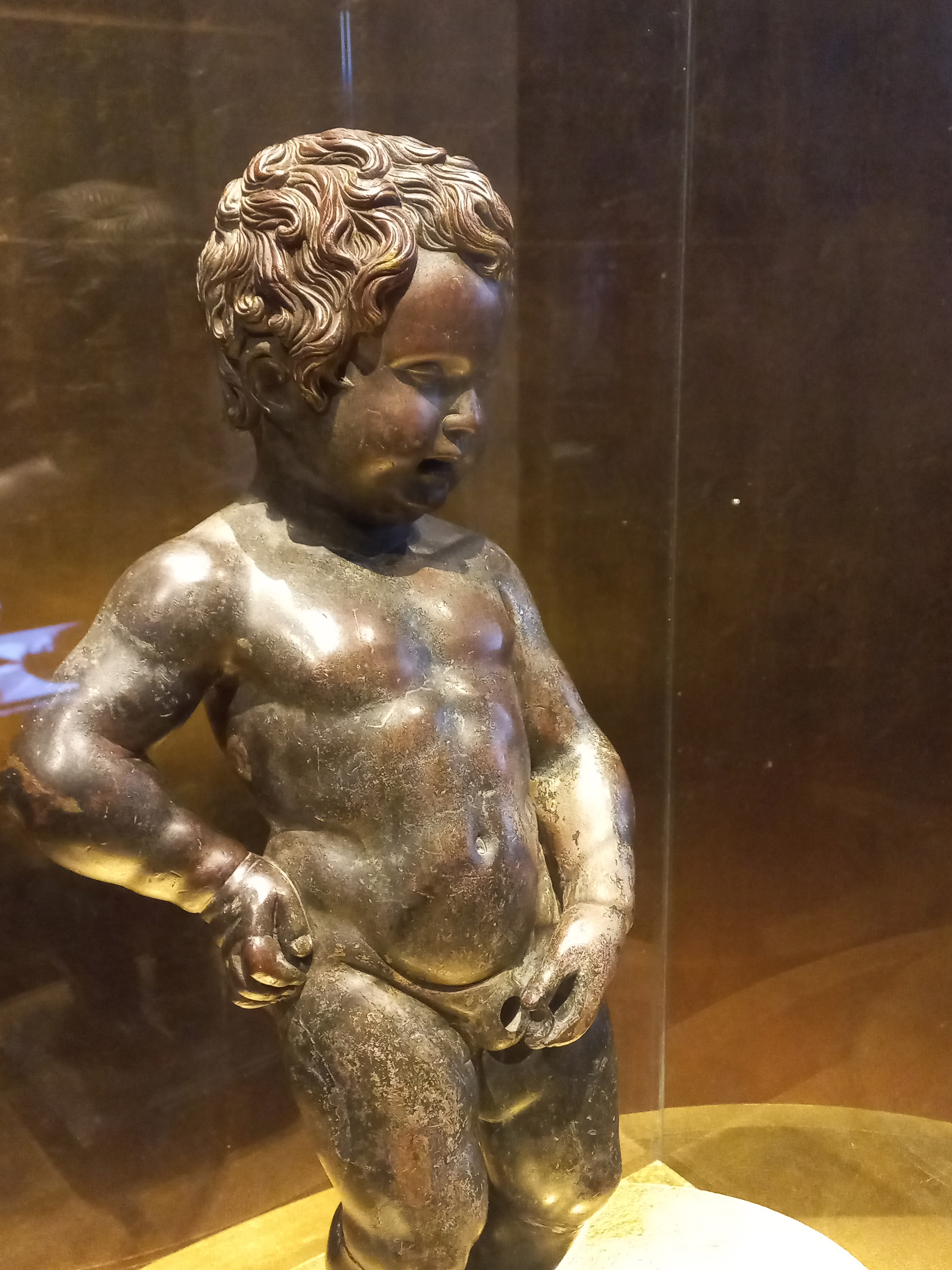
Originele beeld uit 1619 van Manneken Pis in het Broodhuis te Brussel. Het was gestolen in 1965 en in 2003 weer aan elkaar gezet.

Manneken Pis is een standbeeldje van een plassend jongetje in het centrum van Brussel. Het 55,5 cm grote ventje op een sokkel is geplaatst aan de hoek van de Stoofstraat en de Eikstraat, niet ver van de Grote Markt. Het is uitgegroeid tot een van de beroemdste Belgische en Brusselse monumenten en een symbool/mascotte van de stad Brussel. Behalve het Manneken Pis van Brussel zijn er vergelijkbare standbeelden in Geraardsbergen, Westmeerbeek, Broksele en Koksijde, maar is dat van Brussel wereldwijd wel het bekendste. Het is een bronzen creatie van Hiëronymus Duquesnoy uit 1619.

## Geschiedenis
In 1388 stond er op de hoek van de Stoof- en de Eikstraat al een fontein waarvan een stenen beeldje deel uitmaakte dat Julianekensborre werd genoemd. Het beeldje zelf is niet bewaard gebleven en al evenmin een afbeelding ervan, zodat er geen zekerheid bestaat dat dit Juliaantje plaste. Die komt er wel met een archiefstuk uit 1452, dat de woorden daer dmenneken pist gebruikte als plaatsaanduiding voor deze straathoek. Ook op het stadsplan van Frans Hogenberg en Joris Bruin uit 1572 is dit toponiem te vinden, samen met een minieme schets waaruit enkel valt af te leiden dat het om een vrijstaand beeld ging. Bij speciale gelegenheden plaste hij bier of wijn in plaats van water, een traditie die ook aan het Bourgondische hof in zwang was. Te Edingen zou er reeds in 1362 een fontein 'Manneken-Pis' geweest zijn.
Het stadsbestuur gaf in 1619 opdracht om de plassende fontein compleet te vernieuwen. Beeldhouwer Hiëronymus Duquesnoy de Oudere maakte een bronzen beeldje naar het antieke voorbeeld van de putti pisciatori. Het beeldje van Duquesnoy werd op een pijler van zes voet hoog geplaatst, uitgevoerd door steenhouwer Daniël Raessens. Hij maakte ook de twee kuipen waarin het ventje urineerde (6 x 6 en 4 x 2 voet).
Tijdens het bombardement van 1695 werd het beeldje verborgen om op 19 augustus van dat jaar in triomf weer op zijn voetstuk te worden geplaatst. Bij die gelegenheid werd boven zijn hoofd de volgende psalmtekst geplaatst: In petra exaltavit me, et nunc exaltavi caput meum super inimicos meos (De Heer plaatste mij op een stenen sokkel, en vandaag steek ik met mijn hoofd boven mijn vijanden uit).
Het beeldje werd herhaaldelijk door vandalen en grappenmakers van zijn voetstuk gehaald. Omstreeks 1745 ontvoerden Engelse soldaten hem in het geheim. De Brusselaars zouden de dieven te Geraardsbergen gevat hebben dankzij behulpzame burgers van die stad, aan wie ze als blijk van waardering een replica hebben geschonken. Waarschijnlijk betreft het een legende, aangezien het Geraardsbergse beeld geen replica is en zelf teruggaat tot de 15e eeuw.
Twee jaar later wilden Franse grenadiers, die net onder Maurits van Saksen Brussel hadden ingenomen, het beeldje op hun beurt roven. Koning Lodewijk XV, die in de stad verbleef, voorkwam een bloedige rel door de daders te laten aanhouden en Manneken Pis een schitterend tenue te schenken van met goud geborduurd brokaat. Hij verleende hem bij die gelegenheid ook de Orde van de Heilige Lodewijk.
De nis werd in 1770 vervangen door een nieuw rocailledecor in hardsteen. Het water liep op straat doordat het opvangbekken verwijderd was. Later kwam er een hek dat de toegang tot het water afsloot. In 1859 zou het stadsbestuur overschakeling op het nieuwe waterleidingennet afdwingen door fonteinen in aangesloten straten weg te nemen, maar dat gebeurde natuurlijk niet met de stadsmascotte.
Toen het beeldje in de nacht van 4 op 5 oktober 1817 verdween, was het volk buitengewoon ongerust. In een krant verscheen volgend gedichtje tot troost:
Ey lieve meisjes! Staakt geschrei
Al koomt gy door dees dievery
een zoeten troost te missen;
hij zal met nerstig onderzoek
nog wel eens koomen uit den hoek
om zonder schroom te pissen.
De dader werd in november gevat. De 33-jarige Antoine Licas, een gepardonneerde dwangarbeider, bleek het beeldje te hebben gestolen om het te verkopen als schroot. Hij had het in stukken gebroken en verstopt aan de stadswallen tussen de Naamsepoort en de Leuvensepoort. De straf die hij in februari 1818 kreeg, was niet mals: een uur aan de schandpaal, brandmerking met de letters TP en levenslange dwangarbeid ("travaux à perpétuïté"), later herleid tot 20 jaar. De brokstukken werden onder toezicht van Gilles-Lambert Godecharle weer aan elkaar gesmeed, waarvan de sokkel getuigt: 1620 – REST 1817. Het is niet duidelijk of bij die gelegenheid het beeld zelf werd hersteld, dan wel gebruikt als basis voor een nieuwe mal. Onderzoek van de VUB in 2015 bracht geen uitsluitsel.
Na twee nieuwe ontvreemdingspogingen in 1955 en 1957, werd Manneken Pis naar Antwerpen ontvoerd door toedoen van de studentenclub de Wikings in de ijskoude nacht van 16 op 17 januari 1963. Hiermee haalde de studentenclub wereldwijd de krantenkoppen. Omdat het om een goed doel ging werden er geen sancties getroffen. De grap bracht 80.000 frank op ten bate van mindervaliden.
In 1965 werd het beeldje opnieuw gestolen. Het onder de knie afgebroken stuk dook op, maar niet het lijf. De ontzetting van de Brusselaars verspreidde zich over de landsgrenzen en tot in Japan spaarden kinderen mee voor een vervanger. Acht maanden later, na een tip van een anonieme beller aan De Post, vonden duikers het bovenste stuk terug in het Brusselse kanaal. Inmiddels was er reeds een nieuw beeld gegoten dat nu nog altijd de nis aan de Stoofstraat siert. Het originele beeld werd overgebracht naar het Broodhuis op de Grote Markt en is in 2003 weer aan elkaar gezet.
De replica van Manneken Pis werd op 26 april 1978 "gestolen" door studentenclub Ad Fundum van het Hoger Rijksinstituut voor Technisch Onderwijs in Anderlecht, als stunt voor een presesverkiezing. Ze lieten hem op hun school zijn ding doen. Als straf moesten ze een nieuw kostuum voor hem maken. Elk jaar draagt Manneken Pis dit kostuum op de dag waarop ze hun nieuwe studenten dopen en sluiten ze er een vat bier aan waardoor hij bier plast.
Rond het originele beeld van Duquesnoy werd in 2017 een museum gebouwd aan de Eikstraat 19, waar ook 133 van de meer dan duizend bewaarde kostuums te zien zijn (vandaar de naam GardeRobe MannekenPis).
In 2019 werd het water van de fontein in gesloten circuit gezet, zodat niet langer meer dan duizend liter drinkwater per dag in de riool verdwijnt.

## Sages, vetes & navolging

### Sage
Manneken Pis is wereldberoemd vanwege zijn guitige uiterlijk en de sagen die om zijn persoon werden geweven. 
Een eerste sage verhaalt hoe Brussel werd aangevallen door vijanden, die op een gegeven moment deden alsof ze zich overgaven. In werkelijkheid staken ze echter buskruit onder de stadswallen en wilden ze de stad opblazen. Een klein jongetje, Juliaan genaamd, zou de lont op tijd gezien hebben en die hebben uitgeplast. Zo heeft hij de stad van haar ondergang gered.
Een tweede sage vertelt dat een klein manneke zijn behoefte deed tegen de deur van een heks. De heks was woedend en vervloekte het jongetje: om hem te straffen zou het jongetje voor eeuwig en altijd zijn onfatsoenlijke geplas voortzetten. Een brave man die alles had zien gebeuren, verving snel het jongetje door een beeldje om hem te bevrijden van het eeuwige plassen.
In een derde verhaal was het feest in Brussel. Ouders raakten hun zoon kwijt in de grote groep mensen. Ze zochten hem dagenlang, en na twee dagen zag de vader de jongen eindelijk terug: het zoontje stond te plassen. De vader was zo gelukkig dat hij zijn zoon terugvond dat hij uit dank een fontein liet maken. Op de fontein plaatste hij het beeld van een plassende jongen. 
Volgens weer een andere sage zou de jonge hertog Godfried III van Brabant zijn vaderlijk paleis zijn ontvlucht toen hij nog maar zes jaar oud was. Hij slenterde rond in Brussel met een paar kinderen van ongeveer dezelfde leeftijd. Dienstboden, die naar hem op zoek waren, vonden hem op de plaats waar zich nu de fontein bevindt. Zoals hij daar toen stond, staat hij er nu nog steeds als standbeeldje.

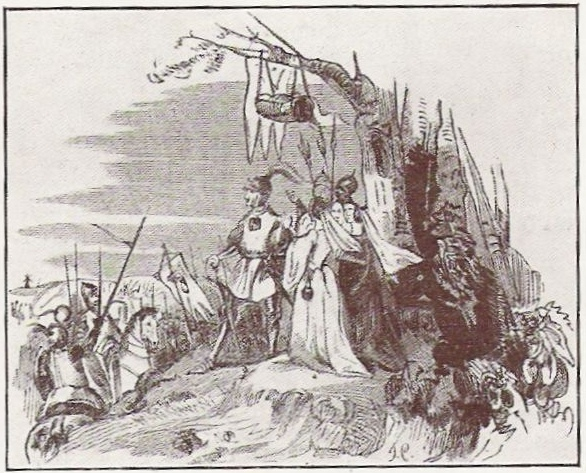
Godfried III van Brabant in zijn wieg aan de tak van een eik tijdens de Slag bij Ransbeek

Sommigen zijn echter van mening dat het beeldje is gemaakt naar aanleiding van de Slag bij Ransbeek nabij Vilvoorde. Toen hertog Godfried III van Brabant twee jaar oud was, stierf zijn vader, hij kwam onder voogdij. Twee leenmannen en hoge ridders aan het hof, Walter van Mechelen en Geeraard van Grimbergen van het geslacht Berthout, verklaarden daarop de jonge hertog de oorlog. De voogden van de jonge hertog vroegen militaire bijstand aan de graaf van Vlaanderen. Hij verleende zijn hulp, maar zijn soldaten wilden weten voor wie ze moesten vechten. Daarom werd de kleine aan de soldaten getoond en vervolgens meegenomen naar het slagveld. Daar werd de wieg aan een boomtak gehangen tijdens het gevecht dat drie dagen duurde. Uiteindelijk werden de opstandelingen verslagen. Ook de jonge hertog had zijn aandeel in het geheel. Enkele keren per dag ging hij rechtop staan in zijn wieg en zorgde vervolgens ervoor dat zijn straal met kracht over de rand vloog. Om dit heuglijke feit niet te vergeten werd de eik waaraan de wieg had gehangen, naar Brussel verplaatst en geplant in een straat in het centrum die men de naam Eikstraat gaf. Direct naast de boom werd een standbeeld opgericht van een kind dat plassend zijn behoefte doet.
Een waarschijnlijker verhaal is dat Manneken Pis werd gemaakt als eerbetoon aan de vele leerlooierijen die zich in de omgeving van de Stoofstraat bevonden, en waar men vroeger urine gebruikte bij het verwerken van het leer.
Het ammoniak in de urine was in de middeleeuwen een grondstof voor kleermakers en leerlooiers, en zou het leer soepeler maken.

### Vete met Geraardsbergen
Er is een twist tussen Brussel en Geraardsbergen over de vraag wiens beeldje het oudste is. De waterspuwers in het straatbeeld zijn beide replica's: die van Brussel uit 1965 en die van Geraardsbergen uit 1985. In beide gevallen zijn de 'originele' beelden elders ondergebracht. Het Brusselse beeldje van Hiëronymus Duquesnoy de Oudere, te vinden in het Broodhuis op de Grote Markt, dateert uit 1619. Het originele Geraardsbergse beeldje in De Permanensje gaat terug tot 1459 en is dus ouder dan zijn Brusselse evenknie. Maar in Brussel was er voorafgaand aan het beeld van Hiëronymus Duquesnoy de Oudere ook al een Manneken Pis (de benaming duikt reeds op in 1452 en er was zelfs al sprake van een Julianekensborre op die plek in 1388, al is niet zeker hoe dit Juliaantje er toen uitzag). De traditie van Manneken Pis bestaat dus al langer in Brussel, maar het Geraardsbergse exemplaar is dan weer een stuk ouder dan het Brusselse. Pikant detail: het is wel gemaakt door Brusselse vaklui. Drie jaar na de verwoestingen van 1452 deed Geraardsbergen een beroep op de Brusselse fonteinmeester Jan van den Schelden voor een lattoenen mannekin. Het werd in mei 1459 opgeleverd door de Brusselse geelgieter Reinier I van Tienen en is dus nog steeds bewaard. In 1984 werd het Broederschap van het Geraardsbergse Manneken-Pis opgericht, waarbij nieuw opgenomen gezellen en gezellinnen plechtig beloven dat zij ambassadeur zijn van het zogenaamde 'oudste Manneken Pis'. Tot deze broederschap werden reeds meerdere bekende Vlamingen en prominenten opgenomen waaronder André Denys, Jan Briers, Maarten Larmuseau, Jim Cole en Tim Pauwels.

### Navolging en gelijkaardige beeldjes

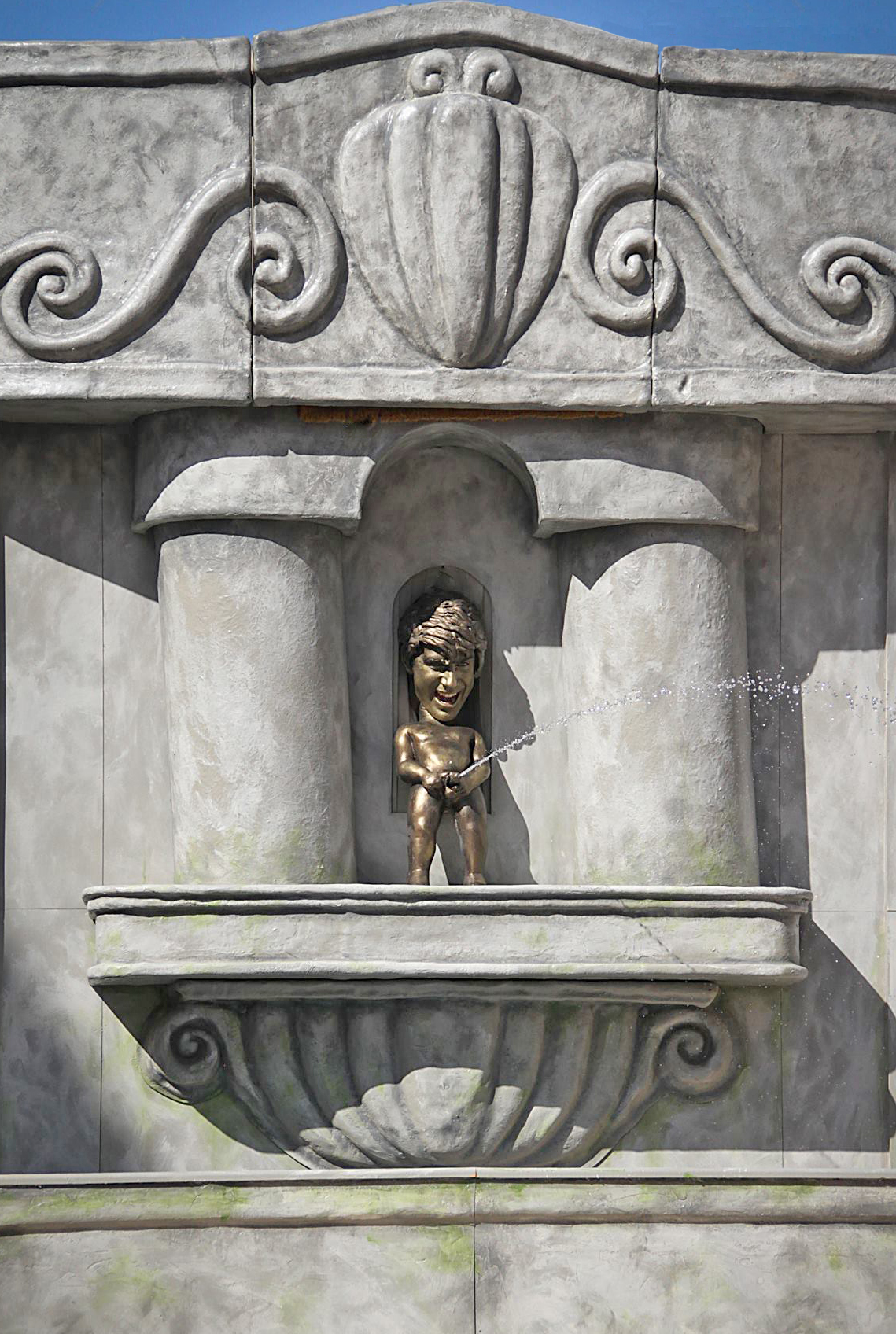
Manneken Pis en een theaterversie door de Catalaanse groep Campi Qui Pugui

In de Koksijdse Senegalese Wijk stond vanaf 1923 een beeldje van Manneken Pis, geplaatst door een Brusselse kolonel. Later werd het vervangen door een Onze-Lieve-Vrouwbeeldje, op 21 juni 2008 werd het beeldje officieel teruggeplaatst.
In het kleine Frans-Vlaamse dorp Broksele staat ook een beeld van Manneken Pis. Het is door de stad Brussel geschonken vanwege de gelijke etymologie van de beide plaatsnamen, namelijk Broeksele of "vestiging in het moeras". De stad Colmar kreeg in 1922 ook een exemplaar van Brussel.
In Japan staan meerdere replica's van Manneken Pis. In 1928 liet architect Shichiro Kigo er een maken voor zijn tuin. Ook in het Hamamatsuchōstation van Tokio, in Odawara en in Nagoya staat een kopie van het beeldje.
Ook in Bogense in Denemarken staat sinds 1934 een Manneken Pis.
Andere fonteintjes die urineren zijn:
- Dieske te 's-Hertogenbosch
- Rietje Koane in Maldegem
- Het Zinneke, een plassende hond, ook te vinden in Brussel.
- De vrouwelijke beeldjes:
  - Jeanneke Pis, een Brussels "zusje" dat Manneken Pis in 1985 heeft gekregen. Dit is een recent initiatief van de lokale horeca zonder historische basis.
  - Mietje Stroel, een beeldje van een plassend vrouwtje uit Zelzate. In 1976 vond een "verlovingsfeest" plaats tussen Manneken Pis van Brussel en Mietje Stroel.

## Garderobe

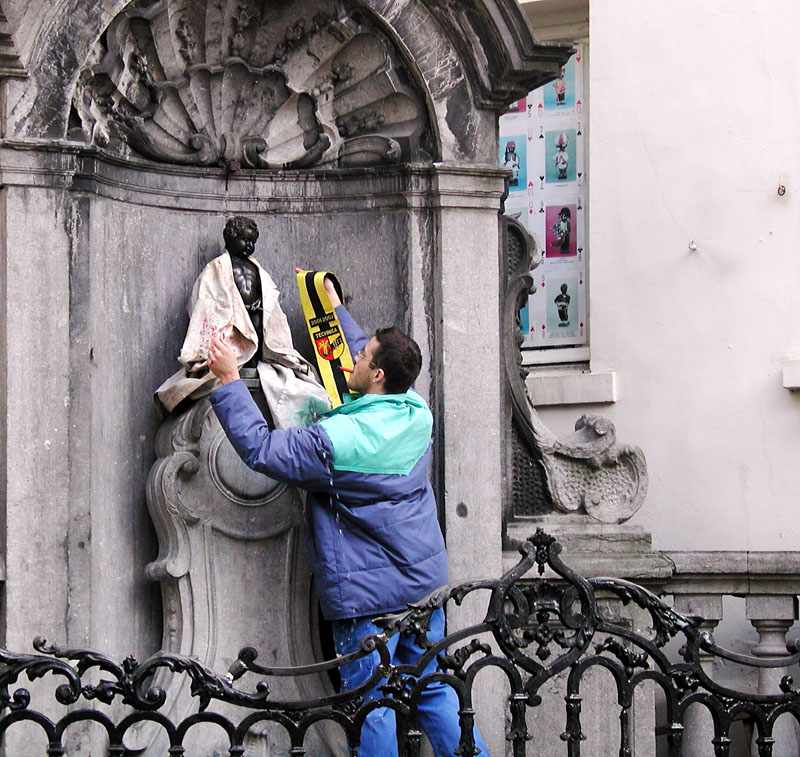
Manneken Pis wordt aangekleed door de studentenkring Technica van de Erasmushogeschool Brussel.

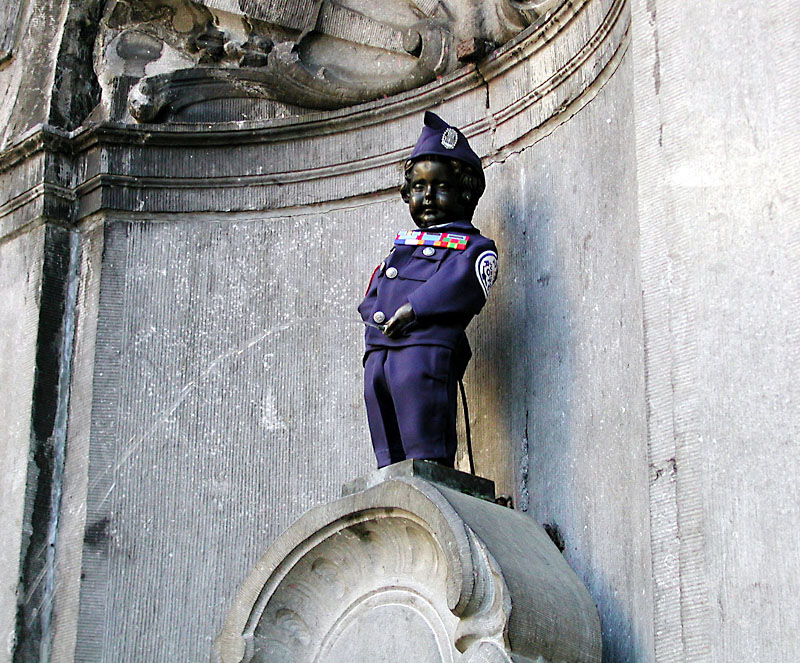
Manneken Pis als een cadet van de U.S. Air Force

Het Manneken verkreeg de gunst van koningen en prinsen. Hij werd begiftigd met een rijke voorraad kledingstukken, waarvan de stad de bewaring toevertrouwde aan een kamerheer. Die is ook belast met de aankleding van het Manneken op bijzondere feestdagen. Het Manneken heeft sinds midden jaren zeventig de rasechte Brusselaar Jacques Stroobants als officiële aankleder (toestand 2006), wiens vrouw ongeveer tweehonderd kostuums voor Manneken Pis heeft gemaakt. Die worden zorgvuldig bewaard in het Stedelijk Museum, het Broodhuis, op de Grote Markt. De uitgebreide garderobe van meer dan 1050 kostuums is wereldwijd bekend.
Zijn eerste tenue kreeg het Manneke op 1 mei 1698 van de gouverneur der Oostenrijkse Nederlanden, Maximiliaan II Emanuel van Beieren, ter gelegenheid van de feestelijkheden van een van de gilden van Brussel. In het museum is ook het tenue te zien dat koning Lodewijk XV van Frankrijk geschonken heeft. Daarnaast zijn er ook een kledingstuk uit de tijd van Lodewijk XVI, twee galakostuums en een kostuum van oud-strijder van 1830, samengesteld uit een blauwe blouse met sjako, laarzen, riem en tricolore sjaal. In de oude inventarissen van de garderobe van het Manneken, opgesteld rond 1750, wordt melding gemaakt van het bestaan van twee paraplu's; één daarvan opgeborgen in een koperen omhulsel. Nog steeds wordt elke gelegenheid aangegrepen om aan het Manneken een nieuw kostuumpje te kunnen schenken. Deze zijn zo gemaakt dat het ventje nog wel zijn dagelijkse arbeid kan blijven uitoefenen. Zijn jaslengte is 25 cm, zijn broeklengte 26 cm. Zijn garderobe telt onder andere een Elvis Presley-kostuumpje, voetbaltenues, een Mickey Mouse-outfit en vele andere.

## In populaire cultuur
- De kortfilm Saïda a enlevé Manneken-Pis (1913) laat het beeldje ontvoeren door een luipaard.
- In Bert Haanstra's film De zaak M.P. (1960) stelen Nederlanders Manneken Pis, waarbij Belgen zich wreken door in Nederland het beeldje van Hans Brinker te stelen.
- In het Asterixalbum Asterix en de Belgen (1979) loopt het zoontje van een van de Belgen weg omdat het dringend moet plassen. Dit is een verwijzing naar Manneken Pis.
- In het De Kiekeboes album De Haar-Tisten (1979) is Manneken Pis onderdeel van een plan om meer haargroeimiddel te verkopen.
- Manneken Pis komt tot leven in het Suske en Wiske-album Het kregelige ketje (1979-1980). Hij speelt een belangrijke rol in de rest van het verhaal. In dit verhaal zou het "ketje" Godfried III zijn (in het album verkeerdelijk Godfried II genoemd), die tijdens de Slag van Ransbeke als kind op de baron van Malinois geplast heeft.
- In het Nero-album De Zwarte Toren (1982) bezoekt Nero Brussel en ziet voor het eerst Manneken Pis. Nadat hij het beeldje begroet heeft, plast het hem echter onder.
- In het Urbanusalbum De kleine tiran (1988) wordt Urbanus koning van Tollembeek en beveelt dat hij ook een Manneken Pis wil. Een van zijn klasgenoten wordt gedwongen liters bier te drinken, zich vervolgens uit te kleden en dan zoals Manneken Pis te staan plassen.
- In 1995 verscheen de 90 minuten durende Nederlandstalige film met de naam Manneken Pis van Frank Van Passel, met onder meer Antje De Boeck (als Jeanne), Frank Vercruyssen (als Harry), Ann Petersen (als Denise), Wim Opbrouck (als Bert) en Stany Crets (als Désiré). De film draait rond een man die "Manneken Pis" als bijnaam heeft gekregen en heeft voor de rest niks met het beeldje te maken.
- In het Urbanusalbum Manneken Pils (2003) speelt Urbanus' vader Cesar de rol van Manneken Pis die pils plast in plaats van pis.
- In de achtste aflevering van het 17de seizoen van South Park, 'A Song of Ass and Fire' (2013), is het beeldje in de achtergrond te zien op een kast in het huis van George R.R. Martin.
- Manneken Pis is de naam van een televisieprogramma uit 2014, waarin toeristen die Brussel bezoeken gevraagd wordt wat zij de reporter in hun eigen land zouden willen tonen. Een aantal van deze bezoeken werden effectief gerealiseerd.
- Op de vroegere verpakkingen van het sigarettenmerk Camel kon men - met enige fantasie - op de voorpoot een afbeelding van Manneke Pis terug vinden.
- De Japanse manga Teenage Renaissance! David heeft Manneken Pis als een van de personages.
- Sinds 2019 worden literaire prijzen uitgereikt aan Brusselse auteurs onder de naam Manneken-Prix.[13]